# Piranski zaliv
Piránski zalív (hrvaško Piranski zaljev, italijansko Vallone di Pirano, Baia di Pirano) je 19 km² velik zaliv v severnem delu Jadranskega morja, del Tržaškega zaliva, ki je na severni strani omejen z rtom Madona, na južni pa s savudrijskim rtom. 

## Poimenovanja Piranskega zaliva
Uveljavljeno zemljepisno ime Piranski zaliv označuje največji zaliv v Tržaškem zalivu, na severnem delu Jadranskega morja. Temeljita preučitev razpoložljivega kartografskega zgodovinskega gradiva je razkrila, da je ime Piranski zaliv prevod italijanskega imena Rada di Pirano, oziroma Vallone di Pirano, ki pa je staro dobrih 200 let, šele pred stoletjem je izpodrinilo ime Valle di Sicciole (Sečoveljski zaliv), ki se je uveljavilo proti koncu 18. stoletja, pred tem pa je bilo več stoletij zakoreninjeno ime Largon oz. Golfo Largone, z dosedaj še ne zadovoljivo pojasnjenim pomenom. Med ljudmi današnjega časa, domačini, pa tudi med turisti in obiskovalci je že dolgo v uporabi le ime Piranski zaliv, seveda v slovenski ali italijanski različici, odvisno od uporabljenega jezika na tem dvojezičnem območju. Tudi drugi večji zalivi se običajno imenujejo po večjem kraju ob njem, npr. Koprski zaliv, Beneški zaliv, Tržaški zaliv.
Že raba hrvaške oblike občnoimenske sestavine »zaljev«, ki ima korenine v času nekdanje skupne države, je bila med Slovenci vedno razumljena kot tujek, agresivno uvajanje novih hrvaških poimenovanj zaliva z imeni »Savudrijski zaljev«, »Savudrijska vala« ali celo »Savudrijska uvala« pa še toliko bolj, ker je to tudi geografsko netočno, saj se po slovenskem mnenju toponim lahko nanaša zgolj na zalivček na koncu Savudrijskega polotoka, pri naselju Savudrija, ki pa je dejansko že izven območja Piranskega zaliva.
Slovenija je preko vladne komisije za standardizacijo zemljepisnih imen v Skupini izvedencev Združenih narodov za zemljepisna imena (United Nations Group of Experts on Geographical Names) poročala o hrvaških preimenovanjih Piranskega zaliva in pri tem dobila mednarodno potrditev ter jasno podporo nasprotovanju geografskim spremembam poimenovanja, še zlasti ob dejstvu, da so se nove imenske različice začele uvajati sočasno z »razreševanjem« mejne problematike v zalivu.

## Geografija in značilnosti
Piranski zaliv vključuje dva izrazitejša zaliva, Portoroški zaliv v enem delu in Sečoveljski zaliv v drugem delu, ki ju ločuje polotok Seča. Poenostavljeno ima zaliv obliko trikotnika, črta med rtom Savudrija in Piranom meri 4,9 km, severna obala med Piranom in Portorožem meri 3,1 km, vzhodna obala med Portorožem in izlivom Dragonje 3,8 km, južna obala med izlivom Dragonje in rtom Savudrija pa 7,1 km. Obale Piranskega zaliva imajo različno kamninsko sestavo. Od Pirana do rta Seča jo sestavljata flišna peščenjak in lapor, zato je vijugasta in razgibana, sestavljena iz položnih in ponekod strmih odsekov, imenovanih klifi, od tam naprej do izliva Dragonje pa iz rečnih in morskih naplavin, na katerih so zgrajene Sečoveljske soline. Od izvira Dragonje do rta Savudrija je obala apnenčasta, strma, skalnata in skoraj nerazčlenjena. Piranski zaliv je plitev, v večjem delu je njegova globina med 15 in 20 metri. 77% dna je globljega od 10 metrov, vendar globina le v skrajnem zunanjem delu malo presega 20 metrov.

### Soline v Piranskem zalivu
Čeprav nekateri domnevajo, da so v Istri že času Rimljanov pridelovali sol, so bile tukajšnje soline zagotovo del razprave na Rižanskem zboru leta 804 in so prvič pisno omenjene v Piranskem statutu iz leta 1274. Že v tisti dobi so bile zgodovinske Piranske soline (Sečoveljske soline z nekdanjimi v Luciji ter Strunjanske soline) v večinski lasti piranskih rodbin. Sečoveljske soline se razprostirajo v zahodnem delu naplavne ravnice rek Dragonje in Drnice, v neposrednem zaledju Piranskega zaliva in so danes del Krajinskega parka Sečoveljske soline.

## Naselja Piranskega zaliva
Ob Piranskem zalivu ležijo na severni, slovenski strani, večja naselja Piran, Portorož in Lucija, zato je tam tudi poselitveno in gospodarsko težišče. Piran je slikovito srednjeveško mestece, Portorož obmorsko turistično hotelsko središče, Lucija izrazito spalno in nastanitveno, vendar največje naselje ob zalivu, Seča in Sečovlje pa sta ohranili značilnosti podeželskih naselij. Na južni, hrvaški strani, so v 80-ih letih preteklega stoletja in kasneje zrasla turistična naselja, kot so Kanegra, Crveni Vrh in Alberi.

## Mejni spori in poskusi določitve morske meje
V času nekdanje Jugoslavije je bil Piranski zaliv vseskozi pod jurisdikcijo Socialistične republike Slovenije, od tedaj pa je predmet spora zaradi nedoločene morske meje med Republiko Slovenijo in Republiko Hrvaško, od osamosvojitve obeh držav naprej, torej od leta 1991. Z razpadom Jugoslavije in nastankom neodvisnih sosednjih držav Slovenije in Hrvaške je prej nerazmejen akvatorij med njima postal jedro razmejitvenega spora.
Od takrat je bilo območje Piranskega zaliva prizorišče več obmejnih incidentov. Pri medržavnem sporu gre po eni strani za slovensko prizadevanje po zagotovitvi nemotenega stika z mednarodnimi vodami, na drugi pa za hrvaško željo, da bi preko načina razmejitve Piranskega zaliva zagotovila stik hrvaških teritorialnih voda z italijanskimi.

### Arbitražni postopek in razsodba
Po neuspešnih političnih dogovarjanjih in zavrnjenih že sprejetih sporazumih o razmejitvi sta državi z dogovorom odločitev o morski meji in meddržavni kopenski meji prepustili razsodbi Mednarodnega arbitražnega sodišča v Haagu, postopek se je pričel po pridružitvi Hrvaške Evropski uniji leta 2013 , vendar je kasneje od arbitraže Hrvaška enostransko odstopila. Kljub odstopu Hrvaške je 29. junija 2017 Mednarodno arbitražno sodišče v Haagu razglasilo končno razsodbo v arbitraži med Republiko Slovenijo in Republiko Hrvaško glede določitve morske in kopenske meje med državama. Po prejemu razsodbe je Slovenija pričela s postopki evidentiranja in dokumentiranja poteka meddržavne mejne črte v skladu z odločbo ter  enostransko pričela z izvedbo določil razsodbe (implementacijo), tudi s sprejemom z njo povezane zakonodaje in evidenc.
Od 30. decembra 2017 v celoti izvaja arbitražno razmejitev v Piranskem zalivu.